# 28/32 cm Nebelwerfer 41
El 28/32 cm Nebelwerfer 41 (28/32 cm NbW 41) era un lanzacohetes múltiple alemán empleado durante la Segunda Guerra Mundial. Fue empleado por las Nebeltruppen del Heer, el equivalente alemán del Cuerpo Químico del Ejército de los Estados Unidos. Estas estaban encargadas del despliegue de las armas químicas y los proyectiles fumígenos. Su nombre se traduce como lanzador de niebla. Entró en servicio en 1941 y fue empleado en todos los frentes, excepto Noruega y los Balcanes. 

## Descripción
El 28/32 cm NbW 41 era un lanzacohetes con seis armazones lanzadores, montado sobre un remolque con dos ruedas. Dos brazos estabilizadores y una uña bajo el anillo de acople servían para equilibrar el remolque mientras lanzaba los cohetes. Los armazones abiertos de metal del lanzacohetes tenían las dimensiones para cargar cohetes de 320 mm, pero se proveían rieles adaptadores para poder cargar los cohetes de 280 mm. El cohete 28 cm Wurfkörper Spreng (cohete explosivo) pesaba 82 kg y montaba una ojiva cargada con 50 kg de explosivo de alto poder. El cohete 32 cm Wurfkörper Flamm (cohete incendiario) iba usualmente cargado con 50 l (4  kg) de mezcla incendiaria (Flammöl), pero podía cargarse con gases venenosos o líquidos descontaminantes. La mezcla incendiaria podía cubrir 200 m². Ambos cohetes eran estabilizados por rotación y lanzados mediante una descarga eléctrica. Tenían una llamativa estela de humo que levantaba mucha tierra al momento de su lanzamiento, por lo que el equipo debía ponerse a cubierto antes del lanzamiento. Esto significaba que podían ser fácilmente localizados y debían reubicarse rápidamente para evitar el fuego contra-batería. Los cohetes eran lanzados uno después de otro, en una andanada cronometrada, pero el lanzacohetes no podía lanzar cohetes de forma individual.
A partir de 1943, muchos lanzacohetes fueron modificados para emplear los nuevos cohetes 30 cm Wurfkörper 42 y fueron designados como 30 cm Nebelwerfer 42.

## Schweres Wurfgerät 40/41

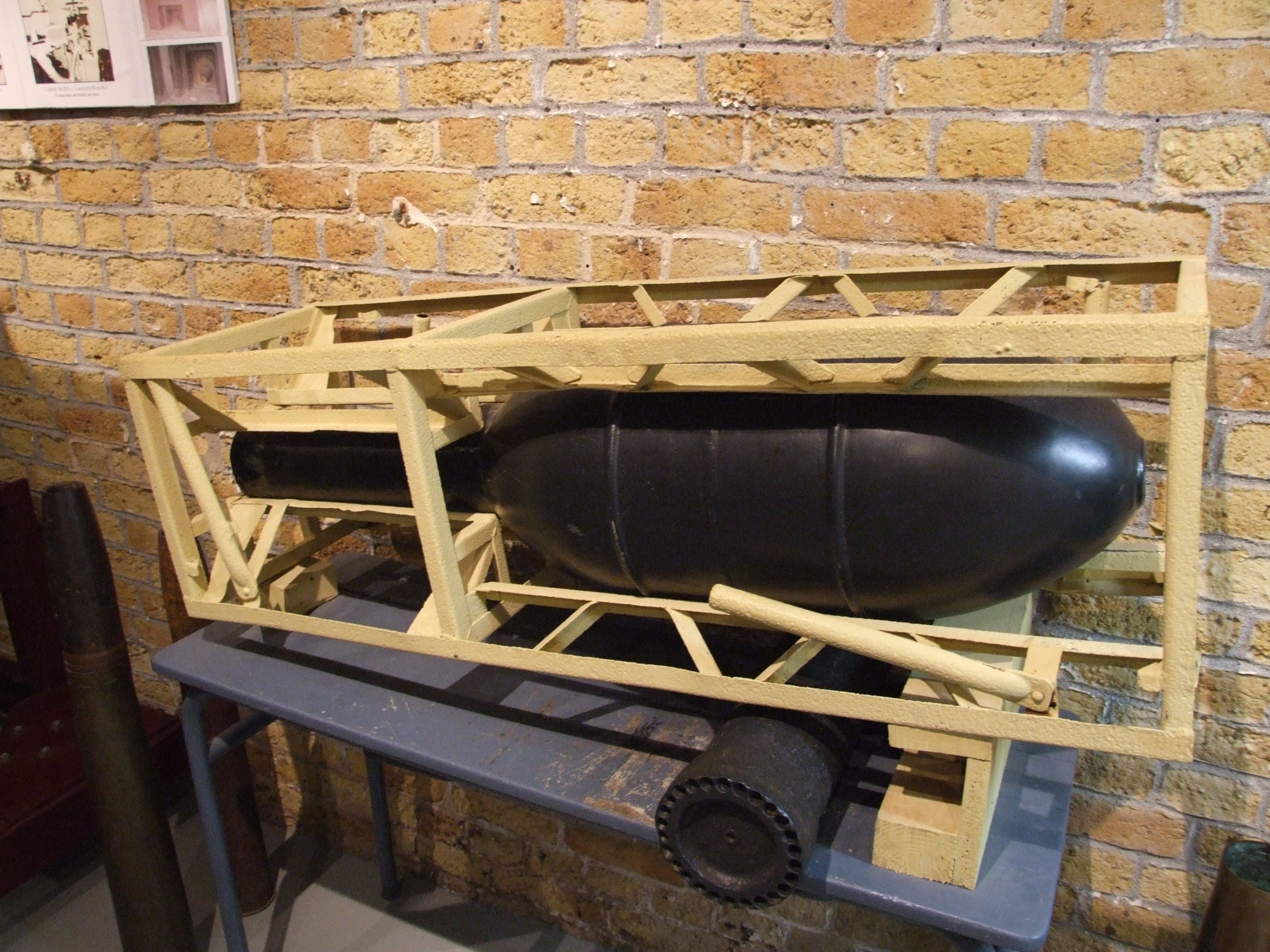
El Schweres Wurfgerät 41 del Mémorial du Souvenir, Dunkerque.

Los cohetes de 280 mm y 320 mm también podían lanzarse desde sus armazones de transporte, que tenían cortas patas con bisagras para ajustar su elevación. También podían montarse en grupos de cuatro sobre marcos de lanzamiento de madera (schwere Wurfgerät 40– aparato de cohete pesado) o de tubos metálicos (schwere Wurfgerät 41; sWG 41). Las dimensiones externas de los armazones de transporte eran idénticas, por lo que no era necesario un adaptador para los cohetes más pequeños. Los armazones de transporte también podían montase sobre soportes schwere Wurfrahmen 40 (sWuR 40) acoplados a los lados de semiorugas Sd.Kfz. 251/1 o de diversos vehículos sobre orugas franceses capturados. El sWuR 40 fue apodado como Stuka-zu-Fuß (Stuka a pie).

### El SWG 40 en acción
Secuencia fotográfica que muestra los lanzacohetes sWG 40 siendo empleados contra los resistentes durante el Alzamiento de Varsovia en 1944.

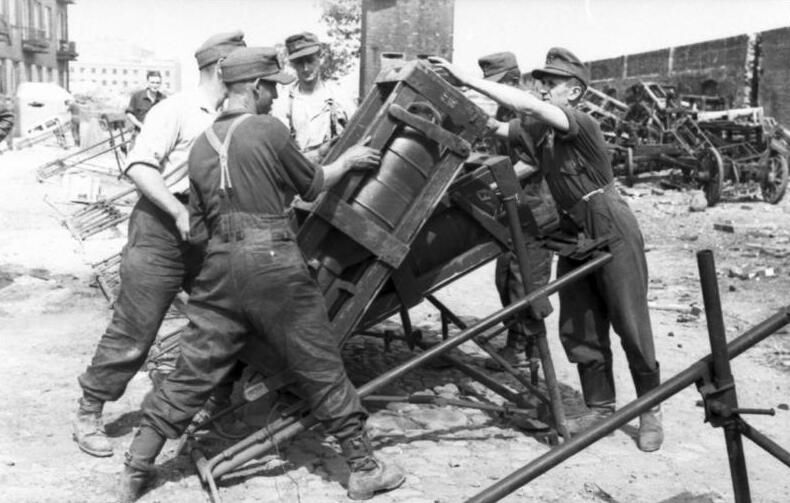
Instalando un cohete sWG 40 para su lanzamiento.
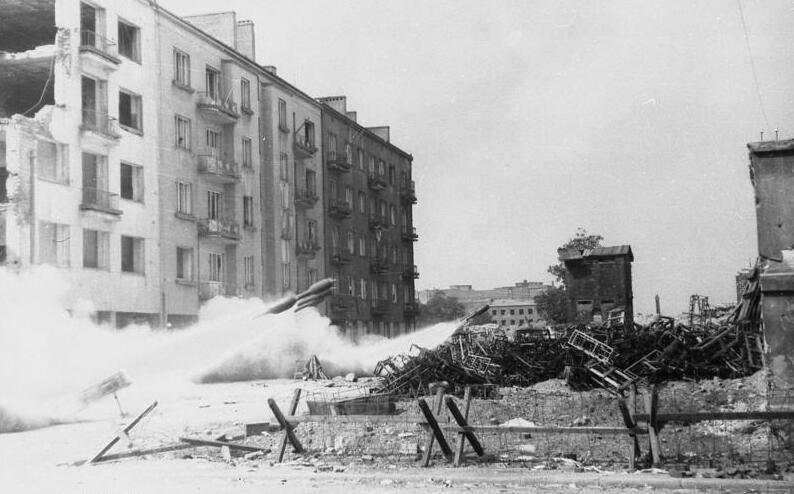
Los cohetes han sido lanzados; obsérvese las pilas de armazones de transporte usados.
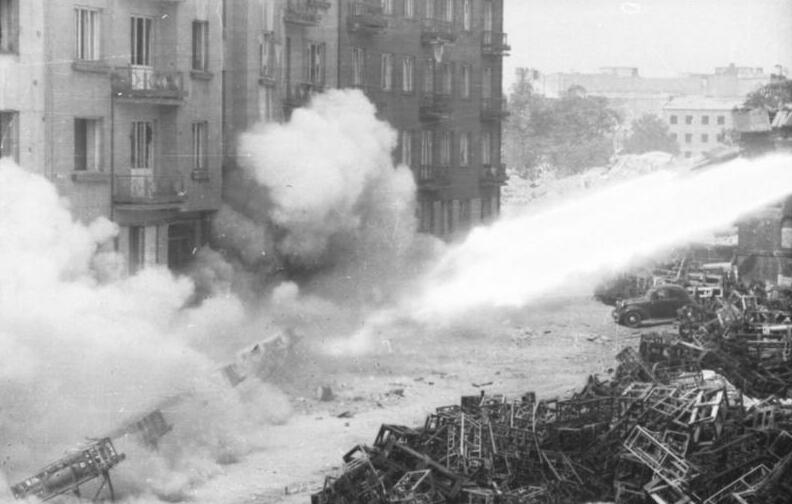
No todos los cohetes fueron lanzados al mismo tiempo.
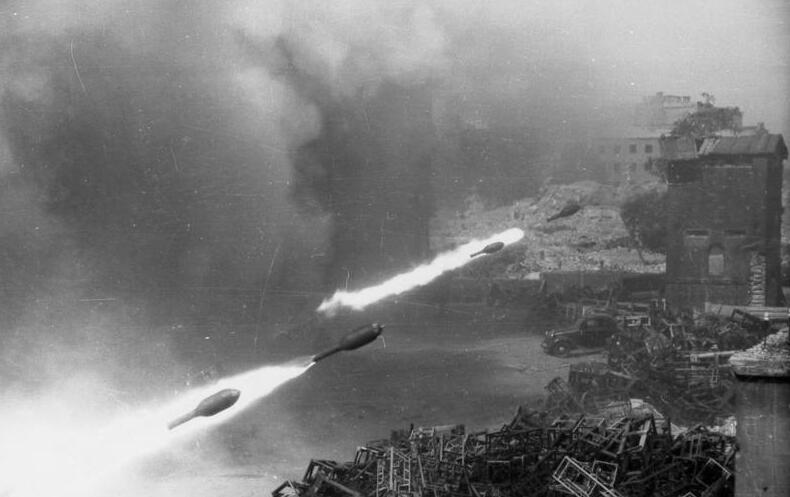
Cuatro cohetes en vuelo.

## Organización y empleo
Los lanzacohetes múltiples 28/32 cm Nebelwerfer 41 estaban organizados en baterías de seis lanzadores, con tres baterías por batallón. Estos batallones estaban concentrados en regimientos (Werfer-Regimenter) y brigadas (Brigaden) independientes. Los cohetes en sus armazones de transporte podían ser empleados por unidades que iban desde la infantería mecanizada (Panzergrenadier) a ingenieros de combate en regimientos de cohetes de fortaleza (Stellungs-Werfer-Regimenter). Las primeras unidades fueron organizadas después de la Batalla de Francia en 1940, sirviendo en el Frente del Este, la Campaña de Italia y la defensa de Francia y Alemania en 1944-1945.